# Mistrzostwa Świata w Kolarstwie Torowym 1931
34. Mistrzostwa Świata w Kolarstwie Torowym 1931 odbyły się w stolicy Danii – Kopenhadze. Rozegrano trzy konkurencje: sprint amatorów i zawodowców oraz wyścig ze startu zatrzymanego zawodowców.

## Medaliści

### Mężczyźni
| Konkurencja                              | Złoto              | Srebro         | Brąz                 |
| ---------------------------------------- | ------------------ | -------------- | -------------------- |
| Sprint indywidualny amatorów             | Helge Harder       | Willy Gervin   | Anker Meyer Andersen |
| Sprint indywidualny zawodowców           | Willy Falck Hansen | Lucien Michard | Jef Scherens         |
| Wyścig ze startu zatrzymanego zawodowców | Walter Sawall      | Erich Möller   | Victor Linart        |

## Klasyfikacja medalowa
| Miejsce | Państwo          |   |   |   | Razem |
| ------- | ---------------- | - | - | - | ----- |
| 1.      | Dania            | 2 | 1 | 1 | 4     |
| 2.      | Rzesza Niemiecka | 1 | 1 | 0 | 2     |
| 3.      | Francja          | 0 | 1 | 0 | 1     |
| 4.      | Belgia           | 0 | 0 | 2 | 2     |